# Txurtxkhela
La txurtxkhela és un dolç tradicional georgià elaborat amb nous, avellanes, ametlles, llavors de carabassa i diverses fruites seques, totes enfilades en un fil i submergides diverses vegades en suc de raïm o de mores condensat.
La txurtxkhela estàndard fa entre 20 i 35 cm de llargada i té un diàmetre d'entre 1,5 i 4 cm. El suc de fruita condensat combinat amb fruita seca, fruits secs i llavors li dona un sabor dolç i agradable. El producte final presenta una textura suau, densa i elàstica.

## Producció

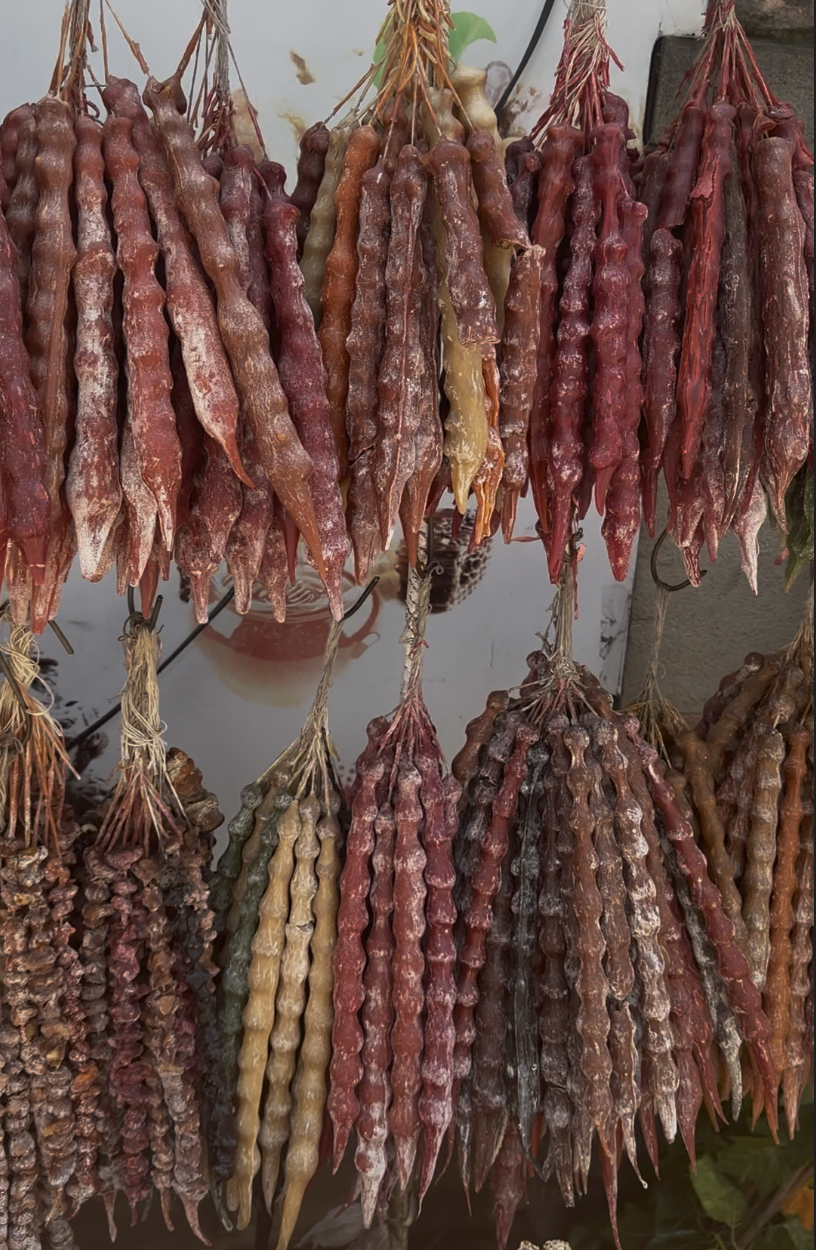
Txurtxkhela a Tbilisi

Es produeix sobretot a la tardor, coincidint amb la collita del raïm i els fruits secs. La producció de txurtxkhela comença amb la preparació de suc de raïm o mora, que s'espesseix escalfant-lo amb farina (de blat a l'est de Geòrgia —tatara—, i de blat de moro a l'oest —pelamushi).
S’hi submergeixen fruits secs i llavors enfilats en un fil, i després es deixen assecar durant uns dies. El procés es repeteix amb vuit o deu banys. Llavors es deixa assecar la txurtxkhela al sol durant dues o tres setmanes. Els més puristes insisteixen que, abans de servir-la als convidats, la txurtxkhela ha de madurar en un lloc fresc i sec durant diversos mesos — un temps perfecte per convertir-se en part de les celebracions tradicionals de Cap d’Any a Geòrgia.
La confecció de txurtxkhela es va estendre als països veïns, sobretot a Armènia. Els soldats georgians solien portar txurtxkhela en les campanyes militars, ja que una sola peça conté prou calories per a tot un dia. A més, com més temps es conserva, més concentrada es torna i més sucres energètics conté.